# ستوبراوا (استان اوپوله)
ستوبراوا (به لهستانی:  Stobrawa) یک روستا در لهستان است که در گمینا پوپیلوو واقع شده‌است.